# Фиона Бартън
Фиона Бартън (на английски: Fiona Barton) е английска журналистка и писателка на произведения в жанра трилър.

## Биография и творчество
Фиона Бартън е родена през 1957 г. в Кеймбридж, Англия. Израства в Бъруел, в къща пълна с книги, и учи в училището към манастира „Света Богородица“ в Кеймбридж. През 1979 г. завършва с отличие Университета на Уоруик в Ковънтри с бакалавърска степен по френска филология и театрознание.
След дипломирането си работи като журналист към „Associated Newspapers“. Била е журналист в „Дейли Мейл“, редактор на новините в „Дейли Телеграф“ и главен репортер на „Мейл он Съндей“. Като журналист отразява много съдебни дела. Печели наградата Репортер на годината. През 2008 г. напуска работата си и отива като доброволец в Шри Ланка, Мианмар и Зимбабве, за да работи в помощ на застрашени журналисти от цял свят.
Идеята за първата ѝ книга идва от работата ѝ като съдебен репортер, когато си задава въпроса какво знаят съпругите на обвинените в престъпления или какво си позволяват да знаят. Промяната в професионалната ѝ кариера ѝ дава възможност да осъществи мечтата си да пише. Започва през 2009 г. с няколко глави, участва в литературно състезание и стига до финала, което я амбицира да довърши ръкописа.
Първият ѝ психологически трилър, „Вдовицата“, е публикуван през 2016 г. Главната героиня Джейн Тейлър има прекрасно семейство, докато съпругът ѝ не е осъден за ужасяващо престъпление. След смъртта му тя излиза от ролята на перфектната съпруга и споделя свободно своята история. Романът бързо става бестселър и е издаден в над 30 страни по света.
Вторият ѝ роман, „Детето“, е издаден през 2017 г. При разрушаване на стара къща в Лондон е открит скелет на дете, който се свързва с историята на откраднато новородено от местната болница. Журналистката Кейт Уотърс търси истината в миналото на обитателките на дома.
Фиона Бартън живее от 2013 г. със семейството си в Дордон, в югозападната част на Франция.

## Произведения

### Самостоятелни романи
- The Widow (2016)
Вдовицата, изд.: ИК „Ентусиаст“, София (2016), прев. Маргарита Терзиева
- The Child (2017)
Детето, изд.: ИК „Ентусиаст“, София (2019), прев. Маргарита Терзиева
- The Suspect (2019)
Заподозреният, изд.: ИК „Ентусиаст“, София (2020), прев. Маргарита Терзиева